# Герман (планина)
Герман или Ђерман је планина у северозападном делу Северне Македоније, која лежи у изворишту Козједолске реке, леве притоке горње Пчиње и Ранковачке реке, леве притоке Криве реке у кумановском крају. Највиши врх је Војнова чука (1387 м).
Централни део Германа грађен је од гнајсева, микашиста и амфиболитских шкриљаца предкамбријске старости, а југоисточни део од хлоритских шкриљаца и кварцно-линскуноских шкриљаца камбријске старости.
Благо заобљени делови терена су под пашњацима па је развијено овчарство. На планини се налази и истоимено село.